# Diablesses de Mataró
Les Diablesses de Mataró és una colla de diables de la ciutat de Mataró (Maresme) creada l'any 1985. És una de les comparses institucionals de la ciutat maresmenca que protagonitzen, entre d'altres, els actes centrals de Les Santes -festa major de la localitat considerada Festa patrimonial d'interès nacional des de 2010. Té la particularitat d'estar formada íntegrament per dones.

## Història
L'any 1979, un grup de joves mataronins es va proposar recuperar la vessant popular de la festa major de Mataró, Les Santes. A partir de llavors, el teixit associatiu de la ciutat i el consistori van començar a potenciar diferents actes i comparses de cultura popular. L'any 1983 es va estrenar un dels actes més emblemàtics que s'encarrega de donar el tret d'inici a les festes. Es tractava del Desvetllament bellugós i l'Escapada de negra nit -i el 1989 s'hi afegiria la Ruixada- que des de llavors se celebren la nit del 25 de juliol. Les protagonistes de l'Escapada són les comparses de foc.
En aquells anys, però, no hi havia a Mataró cap colla de diables. És per això que l'any 1985, es crea la comparsa institucional de Les Diablesses de Mataró. Ja en aquell moment, es crea com una colla formada exclusivament per dones. En el moment de la seva fundació era la primera colla de diables de tot Catalunya amb presència femenina. Aquest tret diferencial s'ha mantingut fins avui dia, tot i que a Mataró hi ha altres colles de diables, no institucionals, que són mixtes.
Normalment, són acompanyades pel grup de percussió Tabalers do Maresme.
A més de protagonitzar, conjuntament amb la Momerota i el Drac, l'Escapada de Negra Nit, també participen en altres actes de Les Santes, com el No n'hi ha prou, la Crida o la Passada, així com a La Fogonada del dia de Sant Jordi.
L'any 2015, trenta anys després de la seva creació, la comparsa estava formada per 36 diablesses.

## Indumentària
Un dels trets característics de Les Diablesses de Mataró és la seva indumentària. Vesteixen sabates i pantalons vermells sota una capa negra pintada a mà. Tot i que cada diablessa s'arregla i s'acaba de pintar la seva pròpia capa, el disseny original és de l'artista mataronina Néfer. Combina els colors ataronjats, símbol del foc, amb els foscos, vinculats a l'infern. Destaquen les banyes vermelles de la caputxa. Les maces, on se subjecten els petards, també pintades a mà per les membres de la colla, són vermelles amb ratlles negres.